# Dwergvliegenpikker
De dwergvliegenpikker (Phyllomyias griseiceps) is een zangvogel uit de familie Tyrannidae (tirannen).

## Verspreiding en leefgebied
Deze soort komt voor van Panama oostwaarts tot de Guyana's en zuidwaarts tot Peru. 

## Status
De grootte van de populatie is niet gekwantificeerd maar de soort wordt omschreven als vrij algemeen maar met een versnipperde verspreiding. Op de Rode lijst van de IUCN heeft deze soort de status niet bedreigd.